# Leopold Emmel
Leopold Emmel (né le 25 mars 1863 à Hentern et mort le 13 novembre 1919 à Iéna) est un homme politique allemand (SPD Alsace-Lorraine).

## Biographie
Son père est un tuteur prussien. Il étudie à l'école primaire de Zerf et Karden de 1869 à 1877, puis suit un apprentissage de monteur en bâtiment à Trèves de 1877 à 1881. Cela est suivi d'un court voyage à travers l'Europe centrale. Il effectue son service militaire de 1881 à 1884 à Wilhelmshaven dans la marine impériale puis est assistant serrurier à Francfort-sur-le-Main jusqu'en 1891. En raison de son appartenance au SPD à partir de 1887, il oriente son activité vers l'agitation politique. En 1889, il est cofondateur de la Volksstimme (de) et en 1890 cofondateur et président de l'Association sociale-démocrate. De 1891 à 1894, il travaille pour le journal Der Bote an der Saar. De 1894 à 1900, il est homme d'affaires à Sarreguemines et président de l'association locale du SPD. En 1900, il s'installe à Mulhouse en tant que commerçant. Là, il est directeur général à temps plein de la Mülhausener Volkszeitung de 1902 jusqu'à son expulsion en 1918. À Apolda, il est brièvement en 1919 directeur général d'Apoldaer Volkszeitung.
En 1914, il est à la tête de l'organisation de circonscription du SPD et de la commission de contrôle de l'organisation régionale du SPD en Alsace-Lorraine. De 1902 à 1908 et de 1911 à 1918, il est conseiller municipal de Mulhouse. De 1906 à 1918, il est conseiller municipal de Haute-Alsace. Il est membre du comité régional d'Alsace-Lorraine de 1902 à 1906.
De 1911 à 1918, il est membre de la seconde chambre du Landtag d'Alsace-Lorraine pour le SPD pour la circonscription de Mulhouse.
De 1907 à 1918, il est député au Reichstag de la 2e circonscription d'Alsace-Lorraine (Mulhouse).
Il meurt en 1919 des suites d'une opération de calculs biliaires.